# Die Verfolgungsjagd
Die Verfolgungsjagd (russisch Погоня / Pogonja) ist eine groteske Erzählung des russischen Schriftstellers Wladimir Makanin aus dem Jahr 1979. Die Übertragung ins Deutsche von Aljonna Möckel brachte Volk und Welt 1987 heraus.

## Inhalt
Der verarmte Schriftsteller Igor Petrowitsch hat zwei Erzählungsbände publiziert. Der 36-jährige Familienvater muss etwas gegen seine Schreibblockade unternehmen. So schließt er sich der 26-jährigen Zuschneiderin Swetik – eigentlich Swetlana – aus dem Ural an. Igor verlässt Frau und Kind mit dem angeblichen Ziel Sibirien. Derweil macht er zuhause in Moskau mit Swetik Jagd auf eine Ikone im Wert von zirka zwanzigtausend Rubel. Dieses kostbare Bildnis der Mutter Gottes aus dem 14. Jahrhundert war Swetik von einem sterbenden alten Manne in einer abgelegenen Hütte am Ufer eines namenlosen Nebenflusses des Ural vermacht worden. Kostka, der Jämmerling geheißen, war an jener Hütte vorbeigekommen, hatte der jungen Frau die Kostbarkeit abgeluchst und sich aus dem Staube gemacht. Swetik, die vermutlich in einer zwanzig Kilometer von der Hütte entfernten Besserungskolonie gewesen war, hatte schließlich den Weg bis zum nächsten Dörfchen namens Tschesnokowo geschafft.
In Moskau macht Swetik den Jämmerling ausfindig. Der hat die Ikone auf dem Trödelmarkt für fünfzig Rubel an das junge Ehepaar Wilja und Walja Tonkostrunow (russ. die Zartbesaiteten) verhökert. Swetik setzt Igor auf Walja an und sie nimmt sich den Ehemann vor.  Wilja Tonkostrunow ist Historiker. Die ledige Swetik sehnt sich nach so einem Manne, der jeden Werktag mit Aktentasche auf Arbeit geht. Zwei Kinder will sie von ihrem Zukünftigen – ein Mädchen und einen Jungen. Jedenfalls bringen Igor und Swetik das Ehepaar auseinander. An die Ikone kommen sie aber nicht heran. Die hat Wilja an den aufdringlichen Historiker Ussolzew verkauft. Ussolzew wohnt in Shiwzy und verkauft die Ikone an die Mönche weiter. Drei alte gebrechliche Frauen – die Markowna, die Fedotjewna und die Fedossjewna – kaufen das Kunstwerk den Mönchen ab.
Als sich die Ikone schließlich im Besitz des Herrn Stepan Rasin befindet, nimmt das Unheil seinen Lauf. Swetik sucht den reichlich 30-jährigen ledigen Herrn in seiner Wohnung in der Profsojusnaja auf, verliebt sich in den stillen, bescheidenen Mann, heiratet ihn, kommt in den Besitz der Ikone und verkauft das wunderschöne Gemälde für fünfzehntausend Rubel an einen Liederschreiber. Igor hat seine Schuldigkeit getan, hatte nebenbei für einen Schieber wochenlang unter dem Spitznamen Shorik  (russ. Жорик für Георгий (Georg))  Bekleidung et cetera verkauft und kehrt als „unbescholtener Bürger“ erleichtert in den Schoß seiner Familie zurück. Die Schwiegermutter schirmt den Schreiberling von der Welt ab. Am Telefon wiederholt sie, Igor sei noch in Sibirien. Die Manuskripte mit den brandneuen Gauner-Geschichten bringt die Schwiegermutter persönlich zur Post.
Die Ehe Swetiks mit Stepan Rasin hält nur so lange, bis der auf einmal vergnügungssüchtige und anscheinend untreu gewordene Ehemann das Sparbuch fast abgeräumt hat. Die erboste Swetik lässt sich scheiden, hängt den Zuschneiderinnenberuf an den Nagel und profiliert sich als Wohnungsvermittlerin. Die talentierte Frau operiert in einer Tauschbörse – spezialisiert auf ringförmigen Wohnungstausch – russlandweit. Ihren zwanzigtausend Rubeln trauert sie nicht nach, doch der Traum vom Ehemann mit Aktentasche und den zwei kleinen Kindern ist ärgerlicherweise geplatzt. Die Rache folgt sogleich.
Stepan will von Moskau nach Kiew ziehen. Er fällt auf einen solchen ringförmigen Tausch, von seiner ehemaligen Gattin gemanagt, herein. Der Tausch von Moskau nach Kiew über Taganrog, Pensa und Alëutowo (russ. Алеутово) endet in der oben genannten abgelegenen Hütte am Ural. Dort reißt die Kette ab.  Wladimir Makanin schreibt zum Abreißen der Kette während des Tauschs: „So sagt man, wenn die Leute nach dir nicht mehr tauschen wollen... und basta.“ Stepan sitzt in der Wildnis fest und wird dort mit der Zeit wieder ganz zahm – wie in Moskau vor seiner Bekanntschaft mit Swetik.

## Zitat
- „Es gibt keinen Gott, es gibt nur die Natur!“[7]

## Rezeption
Oksana Bulgakowa (russ. Оксана Булгакова) sieht in ihrer Kurzbetrachtung „Literatur als Abenteuer“ die Zwölf Stühle von Ilja Ilf und Jewgeni Petrow als Vorbild dieser Groteske.

## Deutschsprachige Ausgaben
- Wladimir Makanin: Die Verfolgungsjagd. Deutsch von Aljonna Möckel. Mit dem Nachwort Literatur als Abenteuer von Oksana Bulgakowa vom August 1986. Aufbau-Verlag, Berlin 1987, 156 Seiten, ISBN 3-351-00633-0 (verwendete Ausgabe)